# José Degrossi
José Julio Degrossi (?-Argentina, 23 de septiembre de 1967) fue presidente del Club Atlético River Plate en dos oportunidades. Con 12 títulos oficiales de fútbol masculino, es el segundo presidente más ganador de la historia de River Plate, solo superado por Rodolfo D'Onofrio con 14.

## Biografía
Licenciado en Medicina, llegó a la presidencia del club por primera vez en 1936, sucediendo a Antonio Vespucio Liberti.  Ese mismo año, el River Plate se convirtió en campeón de Argentina por segunda vez en su historia, ganando el título también del año a continuación, de la mano del técnico húngaro Emérico Hirschl. El 25 de mayo de 1938, cuando era presidente, simbólicamente inauguró el Estadio Monumental. Volvió a ser presidente entre 1940 a 1942, con el vinieron dos nuevos campeonatos.

## Palmarés

### Como presidente

#### Campeonatos nacionales
| Título           | Club        | País      | Año  |
| ---------------- | ----------- | --------- | ---- |
| Primera División | River Plate | Argentina | 1936 |
| Copa de Oro      | River Plate | Argentina | 1936 |
| Primera División | River Plate | Argentina | 1937 |
| Copa Ibarguren   | River Plate | Argentina | 1937 |
| Primera División | River Plate | Argentina | 1941 |
| Copa Ibarguren   | River Plate | Argentina | 1941 |
| Copa Escobar     | River Plate | Argentina | 1941 |
| Primera División | River Plate | Argentina | 1942 |
| Copa Ibarguren   | River Plate | Argentina | 1942 |

#### Copas internacionales
| Título     | Club        | País      | Año  |
| ---------- | ----------- | --------- | ---- |
| Copa Aldao | River Plate | Argentina | 1936 |
| Copa Aldao | River Plate | Argentina | 1937 |
| Copa Aldao | River Plate | Argentina | 1941 |